# Pascal Collasse
Pascal Collasse anche Colasse o Colase (Reims, 1649 – Versailles, 17 luglio 1709) è stato un compositore francese dell'epoca barocca.
Figlio di Antoine Colase e di Anne de Martin, esordì in un coro di voci bianche nella chiesa di San Paolo a Reims. Dopo avere studiato a Parigi presso il Collège de Navarre, nel 1677 divenne prima allievo e poi segretario di Jean-Baptiste Lully, di cui fu il principale collaboratore. Dal 1683 al 1704 svolse le mansioni di vicemaestro della Cappella reale e nel 1689 si sposò con una figlia della disegnatrice Berain.
Lully, sempre geloso della propria posizione dominante in ambito teatrale, lo accusò di aver plagiato una sua opera. Quando, nel 1687, morì lasciando incompiuta la sua tragédie lyrique Achille et Polyxène (di cui aveva composto solo l'ouverture e il primo atto), Collasse la completò scrivendo i quattro atti restanti. La Bourrée d'Achille (altrimenti Entrée des Genies de Talie) contenuta in quest'opera è citata nella canzone Shpalman di Elio e le Storie tese.
Nel 1696 successe a Michel Lambert come maestro di cappella e compositore della camera reale, mantenendo tale carica fino alla morte. Nel 1700 tentò di stabilire senza successo a Lilla un proprio teatro dell'opera, che venne distrutto da un incendio. Deluso, Collasse abbandonò la musica e si rivolse all'alchimia, anche in tal caso senza successo, morendo in miseria dopo aver quasi smarrito la ragione.
Le sue opere strumentali gli spalancarono tuttavia le porte del successo; scrisse anche balletti, musica sacra e alcune opere liriche (una decina circa) che denotano una grande somiglianza nello stile con quelle di Lully, che il pubblico prediligeva.
Il suo capolavoro è la tragédie lyrique Thétis et Pelée (1689), su libretto di Fontenelle. Un'altra sua tragédie lyrique, Astrée, debuttò nel 1691 all'Académie Royale de musique a Parigi.

## Opere
- Achille et Polyxène, tragedia lirica (ouverture e primo atto di Jean-Baptiste Lully), 1687
- Thétis et Pélée, tragedia lirica, 1689
- Énée et Lavinie, tragedia lirica, 1690
- Astrée, tragedia lirica, 1691
- Le Ballet de Villeneuve-Saint-Georges, balletto, 1692
- Les saisons, opéra-ballet, 1695
- La naissance de Venus, 1696
- Jason ou La toison d'or, tragedia lirica, 1696
- Canente, tragedia lirica, 1700
- Polixène et Pyrrhus, tragedia lirica, 1706.
- Vari mottetti per la Cappella reale (di cui tre si sono conservati).
- Quattro Cantiques spirituels su testi di Racine, pubblicati nel 1694 per Saint-Cyr.